# Hypericum brevistylum
Hypericum brevistylum är en johannesörtsväxtart som beskrevs av Jacques Denys Denis Choisy. Hypericum brevistylum ingår i släktet johannesörter, och familjen johannesörtsväxter. Inga underarter finns listade i Catalogue of Life.